# Aquarium de Curaçao
L'aquarium de Curaçao est un aquarium situé à Willemstad (Curaçao).

## Attractions
Cet aquarium est particulier par son système en eau libre, l'eau de mer étant pompée dans l'aquarium en continu. Il est possible de faire de la plongée sous-marine ou avec tuba, et de nourrir à la main des raies, des requins et de nombreux autres poissons tropicaux colorés, ainsi que des tortues de mer.
L'aquarium comprend plus de 400 créatures dont des poissons et des coraux, exposés dans 46 réservoirs représentant différents écosystèmes marins tels que les herbiers marins, les mangroves et les récifs peu profonds à profonds, avec des créatures pouvant vivre jusqu'à 300 pieds.
Juste à côté se trouve la Dolphin Academy, où se déroulent des spectacles de dauphins.